# Onyega-tó
Az Onyega-tó (oroszul Оне́жское о́зеро,Оне́го, vepsze nyelven Änine, karjalai nyelven Oniegu, finnül Ääninen, Äänisjärvi) egy tó Oroszország északnyugati részén, a Karéliai Köztársaság, a Leningrádi és a Vologdai terület határán. A Ladoga-tó után Európa második legnagyobb tava.

## Általános jellemzők

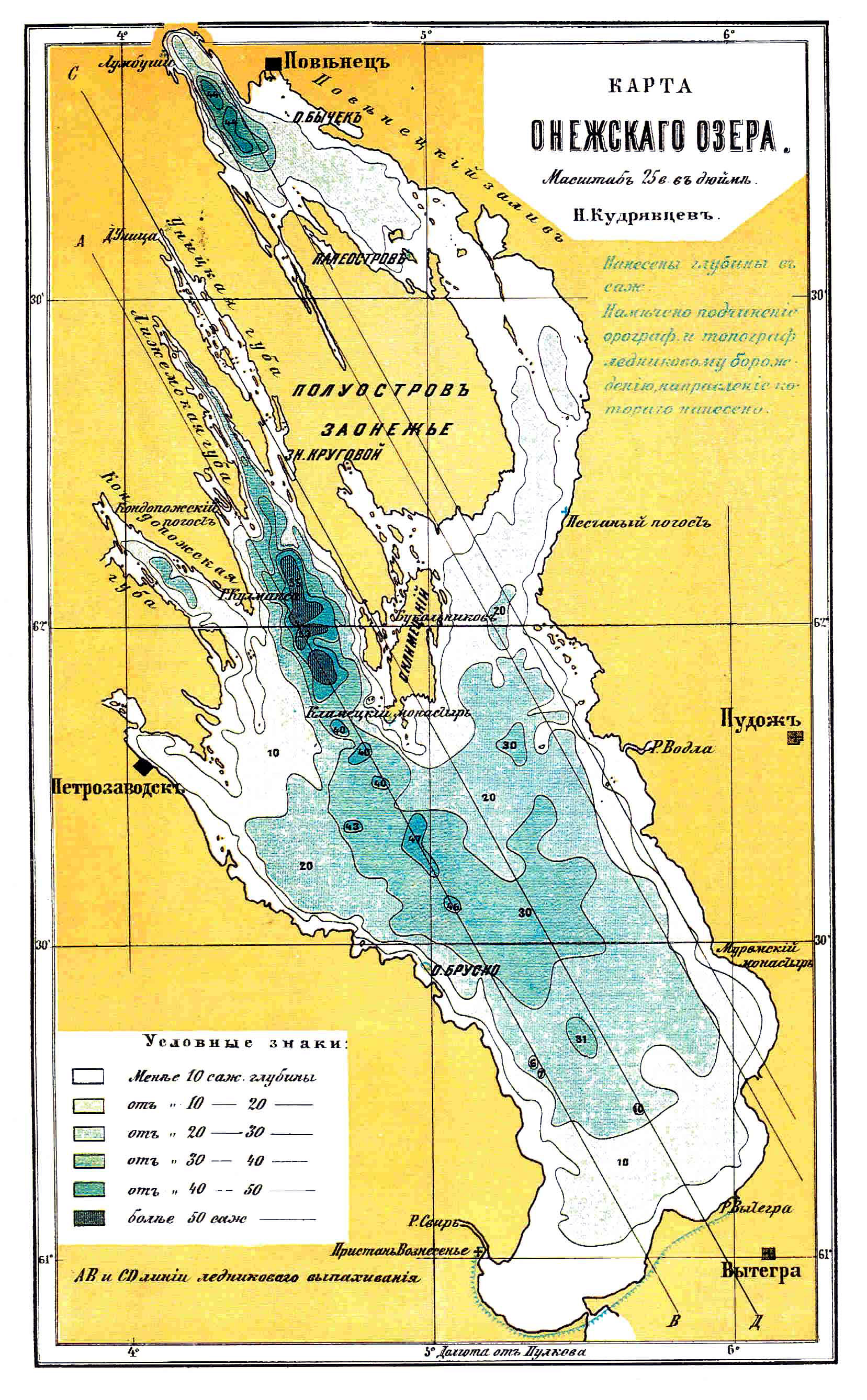
Az Onyega-tó vízrajzi térképe a 19. század végéről

A tó a Balti-tenger medencéjében fekszik, területének mintegy 80%-a tartozik a Karéliai Köztársasághoz. Teljes területe 9720 km², vízfelülete 9690 km², 285 km³-nyi vizet tartalmaz. Észak-déli kiterjedése 245 km, a legszélesebb részén 91,6 km. Átlagos vízmélysége 30 m, a legmélyebb pontján 127 m.
Az Onyega-tó partján Petrozavodszk, Kondopoga és Medvezsjegorszk városok helyezkednek el. A tó vizét mintegy 50 nagyobb (10 km-nél hosszabb) folyó és kb. 1100 patak táplálja és csak egyetlen, a Szvir folyó vezeti le a Ladoga-tóba.

## Geológiája
A tó a Balti pajzs és a Kelet-Európai síkság határán helyezkedik el, tipikus glaciális vagy gleccsertó, medrét a jégkorszak gleccserei vájták ki. Területe a paleozoikumban (300–400 millió évvel ezelőtt) az Egyenlítő-menti Fennoszarmáciai kontinenshez tartozott és sekély tenger borította. Az ebből a korból származó üledékes kőzetek (homokkő, mészkő, homok és agyag) mintegy 200 méter vastagon borítják a Balti pajzs gránit, gneisz és pala alapját. Medre a mai formáját az utolsó eljegesedés során, 12 000 évvel ezelőtt nyerte el, de a területet még sokáig a valamikori jégpajzs olvadékvize által formált hatalmas édesvizű beltenger, az Ancylus-tó, majd a tenger betörése után a Littorina-tenger borította, melynek szintje kb. 8 méterrel volt a mai Balti-tenger szintje fölött. 

## Föld- és vízrajza
Az Onyega-tó északi partvidéke sziklás és erősen tagolt, míg a déli sík és a partvonalat csak néhány fok szakítja meg. Az északi részen mélyen a tóba nyúlik a hatalmas Zaonyezsje-félsziget, melyet egy szűk szoros választ el a Bolsoj Klimenyeckij-szigettől. A szigettől nyugatra található a tó legmélyebb része, a Bolsoje Onyega, ettől délnyugatra pedig a legnagyobb tóparti város, Petrozavodszk, a hasonló nevű öböl partján. Az északkeleti részen hosszú, keskeny öböl nyúlik be a szárazföldre, amelynek északi felét Povenyeckij-, a délit pedig Zaonyezsszkij-öbölnek hívják. Az Onyega-tavat a Balti–Fehér-tenger-csatorna köti össze a tengerrel, melynek építésére sztálini munkatábort szerveztek és rengeteg áldozattal járt.
A tó középső részének átlagmélysége 50–60 m, amely dél felé egyre sekélyebbé válik, ott 20-30 átlagosan. A tófenék jelentős részét finom szemcséjű kőzetüledék borítja; profilja meglehetősen egyenetlen, elsősorban az északi részen a partvonalnak megfelelően több árok is húzódik rajta.
A tavaszi olvadás idején az Onyega-tó szintje akár egy méterrel is megemelkedik és 1,5-2 hónap alatt apad eredeti állapotára. A tó szintjét ma már a Szvir folyóra telepített vízerőművel szabályozzák. Vízháztartásának 74%-át a belé torkolló folyók és patakok, 25%-át a csapadék szolgáltatja; a Szvir a vízveszteség 84%-áért, a párolgás 16%-ért felelős. Nagy viharok alkalmával akár 2,5 méteres hullámok is kialakulhatnak. A partvidék és a kisebb öblök már november végén-decemberben befagynak, míg a középső rész csak januárban. Tavasszal a tó csak májusra lesz teljesen jégmentes.
A kisebb-nagyobb szigetek száma meghaladja az 1650-et, összterületük pedig a 224 km²-t. Közülük legismertebb Kizsi szigete, melynek 18. századi fatemplomai a világörökség részét képezik. 
|  | 1. Szvirszki-öböl 2. Petrozavodszki-öböl 3. Bolsoje Onyega 4. Kondopogi-öböl 5. Maloje Onyega 6. Zaonyezsszkij-öböl 7. Povenyeckij-öböl 8. Kizsi szigete 9. Vodlozero-tó és nemzeti park 10. Ivinszkij-tározó 11. Beszov Nosz-fok (Ördögorra) 12. Bolsoj Klimenyeckij-sziget |

## Élővilága
Az Onyega-tó alacsony partjait évente elönti a víz, ezért sokhelyütt mocsarasak, náddal, sással benőttek. A nádasokban récék, ludak, hattyúk fészkelnek. A partvidéki erdőket a tűlevelűek dominálják, de előfordul az éger, a hárs vagy a szilfa.
A tóban 47 halfaj és nagyszámú vízi gerinctelen él, sokan közülük jégkorszaki reliktumfajok. Előfordul a kecsege, tavi lazac, sebes pisztráng, viaszlazac, csuka, harcsa, angolna, törpemaréna, pér-, kárász- és domolykófajok.
Környezetvédelmi helyzete az ipari és kommunális szennyezések következtében sokat romlott, elsősorban a tó északnyugati részén, ahol a lakosság 80, és az ipari termelés 90%-a koncentrálódik. 

## Gazdasága
A tó környékén már a 18-tól kezdve bányásztak gránitot, márványt és kristályos palát. Manapság a tóparti Petrozavodszk adja Karélia ipari termelésének 25%-át. A tavon át vezet a Balti–Fehér-tengeri és a Balti–Volgai víziút, melyek éves forgalma eléri a 10–12 millió tonnát. A regisztrált hajók száma meghaladja a tízezret. Jelentős a halászat.
Rendszeres személyforgalmú járat a tavon nincs, csak Petrozavodszk és Sala között jár egy komp és Kizsi szigetére közlekednek turistahajók. A tavon 1972 óta minden évben megrendezik az onyegai vitorlásregattát.  

## Turisztikai látnivalók

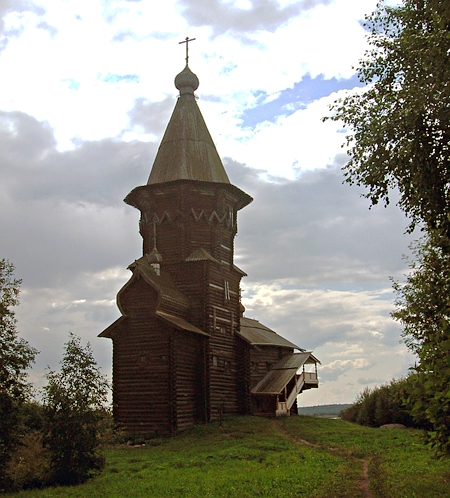
A kondopogai Uszpenszkij-templom

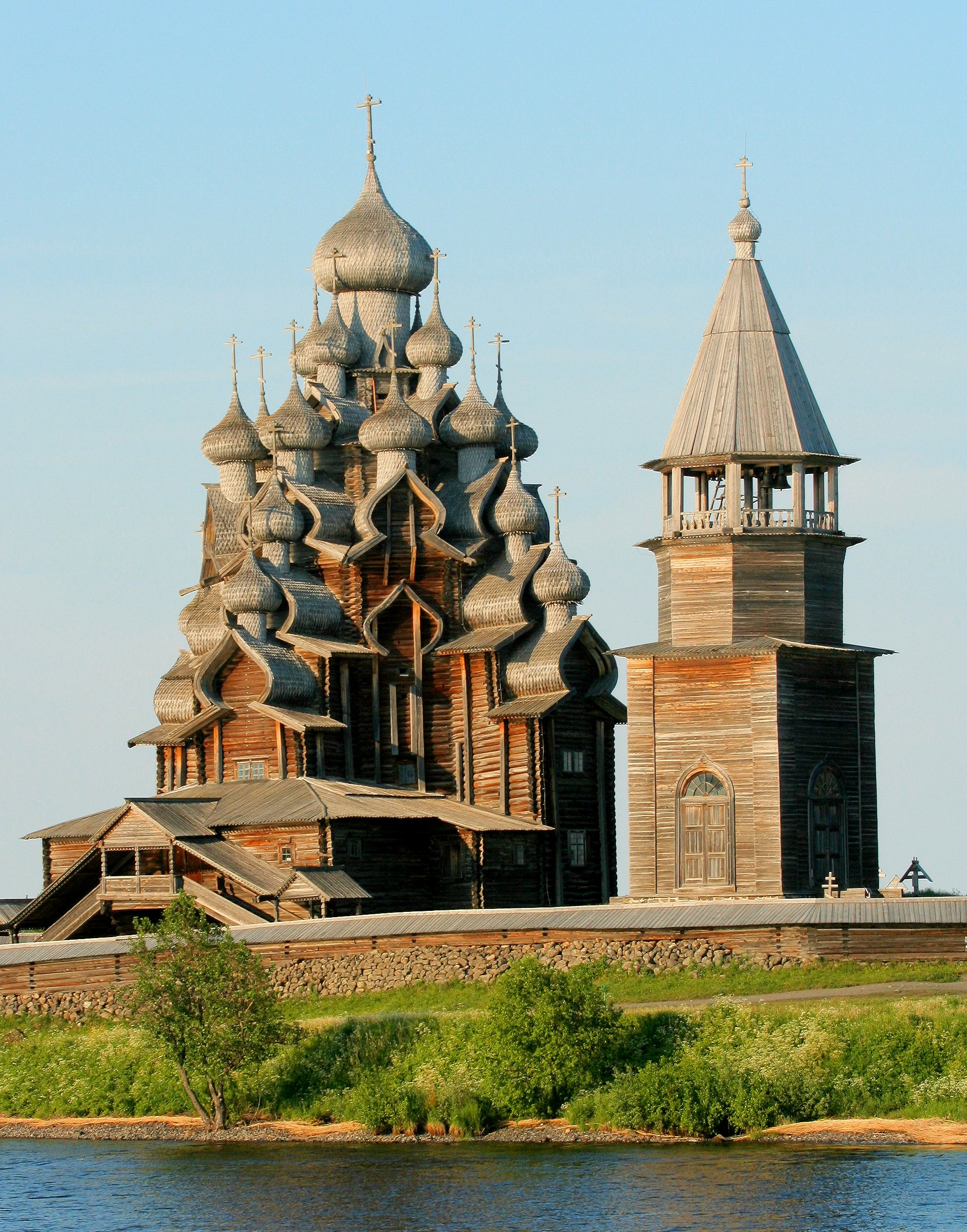
Kizsszkij pogoszt, Kizsi szigetén

Petrozavodszkot 1703-ban alapította I. Péter cár. Több építészeti emléket őriz, ilyen a 18. század végén épült Kerek tér, az 1790-es fiúgimnázium épülete vagy az orosz klasszicista épületegyütteseket megőrző Karl Marx sugárút.
Kondopoga legnevezetesebb látnivalója az 1774-ben fából épült Uszpenszkij-templom. 42 méter magas, ezzel az orosz északi fatemplomok közül az egyik legmagasabb. Két harangjátékában 23, illetve 18 harang hallható.
A térség leghíresebb látnivalója Kizsi szigete, melyen összesen 89 15-20. századi faépület látható. Leghíresebb a Kizsszkij pogoszt együttes, amely egy 22-kupolás nyári és 9-kupolás téli templomból és egy harangtoronyból áll. 1990-ben az UNESCO világörökség-listájára is felvették.
A keleti partvidéken egy mintegy 20 km hosszú térség szikláin az i. e. 2-4 évezredből való sziklarajzok találhatóak. Embereket, állatokat, csónakokat, mértani formákat ábrázolnak és összesen több mint 1200 ismert belőlük.
A tó keleti részén, a Murom-fokon látható az 1350-ben épült Szvjat-Uszpenszkij kolostor, melyet 1918-ban a szovjethatalom bezáratott, de 1991-ben újra megnyílt.

## Fordítás
- Ez a szócikk részben vagy egészben  a(z)   Онежское озеро című orosz Wikipédia-szócikk ezen változatának fordításán alapul.  Az eredeti cikk szerkesztőit annak laptörténete sorolja fel. Ez a jelzés csupán a megfogalmazás eredetét és a szerzői jogokat jelzi, nem szolgál a cikkben szereplő információk forrásmegjelöléseként.